# Benafigos (kommunhuvudort)
Benafigos är en kommunhuvudort i Spanien.   Den ligger i provinsen Província de Castelló och regionen Valencia, i den östra delen av landet, 300 km öster om huvudstaden Madrid. Benafigos ligger 918 meter över havet och antalet invånare är 180.
Terrängen runt Benafigos är lite bergig.Runt Benafigos är det glesbefolkat, med 15 invånare per kvadratkilometer. Närmaste större samhälle är Adzaneta, 7,4 km söder om Benafigos. 